# 一線搜查
《一線搜查》（英語：City Focus）是有線寬頻開電視（2024年1月18日前稱「奇妙電視」）的一個綜合資訊節目，提供本地新聞、社區及時事資訊。節目由2022年7月4日起，逢星期一至五晚上20:00-20:30（香港時間）於HOY TV（2022年10月18日前稱「香港開電視」）播出，並於翌日02:15-02:45重播。
2022年11月22日起，此節目逢星期二至六凌晨（星期一至五深夜）00:00-00:30（香港時間）於HOY資訊台播出，內容為播出前一晚HOY TV播出之集數，而於2023年6月1日提前至星期一至五22:30-23:00播出，再於2025年5月12日提前至星期一至五20:30-21:00播出。

## 主持
- 廠景主持
  - 宋熙年
- 廠景兼外景主持
  - 林希靈、簡采恩、黃愷怡、林靜莉、羅頌欣、黎美萱、利穎怡、余琦琪
- 曾任主持
  - 梁皓恩、丘靜雯、梁嘉琪、嘉　兒

## 收視
| 週次 | 集數  | 日期                   | 收視率 | 備註                         |
| 1    | 1－5  | 2022年7月4日－7月8日   | 2.7點  | 7月4日平均收視3點，最高3.4點 |
| 2    | 5－10 | 2022年7月11日－7月15日 | 2.6點  | [ 5 ]                        |
| 22   |       | 2022年12月1日          | 1.8點  | [ 6 ]                        |

## 外部連結
- 官方网站
- HOY TV：一線搜查（節目重溫） （页面存档备份，存于）